# Курах (река)
Курах (лезг. Кьурагь вацӏ) — река, протекающая по территории Курахского и Сулейман-Стальского районов Дагестана. В верховье носит название Акарлец, в низовье — Араг.

## География
Берёт начало из родников на северо-восточном склоне Самурского хребта и, сливаясь в селе Касумкент с рекой Чирагчай, образует реку Гюльгерычай.

## Гидрология
Основной фазой режима реки в верхнем течении является весенне-летнее половодье, в нижнем — весеннее половодье и летне-осенние паводки. Наибольшие за год расходы проходят летом во время дождевых паводков. Средний годовой расход — 5,09 м³/с, максимальный — 243 м³/с.

## Притоки
Наиболее крупные притоки: Загар-кам, Арач, Кочхюрчай, Хпеджчай.

## Изучение реки и водохозяйственное значение
Изучение реки производилось на гидрологических постах Курах и Касумкент (действующий). Воды реки используются для орошения.